# Sint Jozefpaviljoen
Het Sint Jozefpaviljoen (gesticht als Sint Josephpaviljoen) is een voormalig rooms-katholiek ziekenhuis aan de Graaf Florisweg in de Nederlandse stad Gouda. In 1992 fuseerde het ziekenhuis met het toenmalige Bleulandziekenhuis tot het Groene Hart Ziekenhuis. Het gebouw werd gehandhaafd als Jozeflocatie. Sinds begin 2014 is het Sint Jozefpaviljoen niet langer in gebruik als ziekenhuis.

## Geschiedenis
In 1894 werd in Gouda het Sint Josephs Weeshuis op de Hoge Gouwe gesticht. De opvang van de weeskinderen was in handen van de zusters franciscanessen. Vanuit de kringen van dit weeshuis werd het initiatief genomen om ook in Gouda een rooms-katholiek ziekenhuis te stichten. In 1929 kwam het Sint Jozefpaviljoen gereed. Op 14 november 1929 werd het gebouw geopend door de toenmalige deken van Gouda B.M.J. van Rooij. Tot eerste rector werd benoemd P.H. Wijtenburg, oud-deken van Gouda. De bouwkosten bedroegen bijna 1,3 miljoen gulden. Het paviljoen was gelegen aan de noordzijde van de toenmalige bebouwing van het stedelijk gebied van Gouda, de Graaf Florisweg. Het paviljoen bood onderdak aan weeskinderen en bejaarden, maar was tevens geschikt als ziekenhuis. Het nieuwe paviljoen telde 40 ziekenhuisbedden. Voor de verpleging van de patiënten werd een beroep gedaan op de Kleine Zusters van de Heilige Joseph uit Heerlen.
Het paviljoen heeft tien jaar dienstgedaan als weeshuis. In 1939 werden de activiteiten als weeshuis stopgezet. In 1961 werd een scheiding aangebracht tussen de ziekenhuisactiviteiten en de bejaardenzorg. In 1971 kwam er voor de afdeling bejaardenzorg een nieuwe locatie gereed, die naar de stichter van de congregatie Kleine Zusters van de Heilige Joseph, Petrus Joseph Savelberg, Huize Savelberg werd genoemd. Het ziekenhuis zette zijn activiteiten voort aan de Graaf Florisweg als Sint Jozefziekenhuis.
In 1972 fuseerden beide andere ziekenhuizen in Gouda, het protestantse Diaconessenhuis "De Wijk" en het algemene Van Itersonziekenhuis, tot het nieuwe Bleulandziekenhuis. Het Sint Jozefziekenhuis bleef zelfstandig. Uiteindelijk zou in 1992, ondanks het verzet vanuit de actiegroep "Tegen de fusie", ook voor het Sint Jozefziekenhuis het doek vallen. In dat jaar fuseerde het Sint Jozefziekenhuis en werd onderdeel van het nieuw Groene Hart Ziekenhuis.

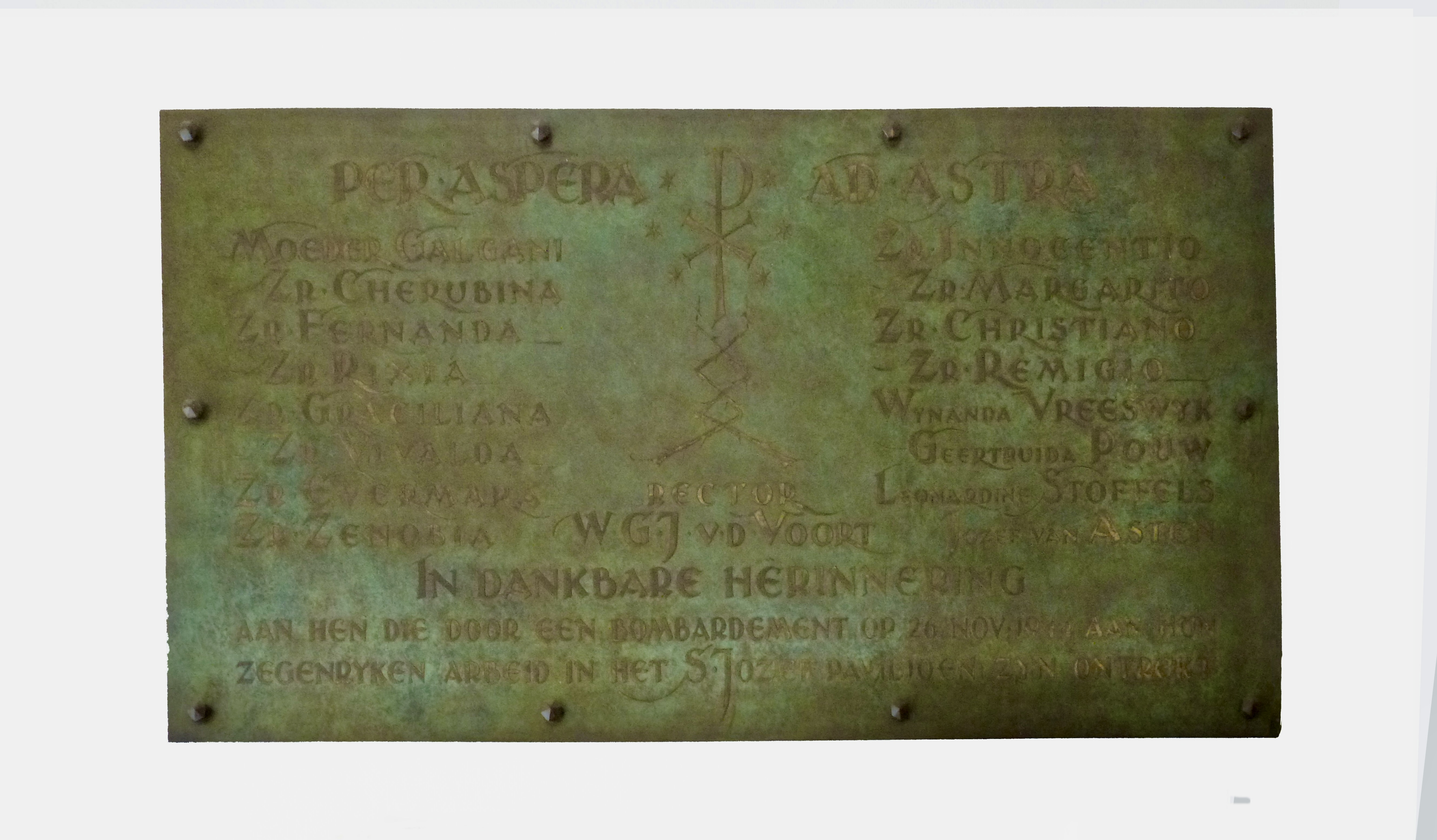
Plaquette uit 1950

## Tweede Wereldoorlog
Tijdens de Tweede Wereldoorlog deed het Sint Jozefpaviljoen dienst als "Kriegslazarett" voor de Duitsers. Op 26 november 1944 werd het ziekenhuis door bommen vanuit geallieerde vliegtuigen getroffen. De oostelijke vleugel werd geheel verwoest. Habermehl vermeldt dat er bij dit bombardement zeventien doden vielen, te weten "rector W.G.J. van der Voort, moeder-overste zuster Galgani (A.C.M. Maas), elf zusters (allen behorende tot de Congregatie van de Kleine Zusters van de Heilige Joseph te Heerlen), de portierster, twee leerling-verpleegsters en de huisknecht".  Op 26 november werd het station van Gouda gebombardeerd. Twee afzwaaiers bedoeld voor het station raakte het ziekenhuis. Hierbij verloren ook 15 Duitse militairen het leven.  Na de oorlog werd het verwoeste deel van het ziekenhuis herbouwd.

## Beeldende kunst en architectuur
Het Jozefpaviljoen is een ontwerp van de Limburgse architect Anton Bartels en de Goudse architect Jacobus Petrus Dessing. Het gebouw is erkend als gemeentelijk monument.
In de hal bij de hoofdingang van het paviljoen hangt een kleurrijk wandkleed met applicaties en siersteken welke de Heilige Jozef voorstelt. Geschat wordt dat deze gemaakt is in 70 jaren. De maker is onbekend. Na de sluiting in 2014 is het wandkleed verwijderd, de nieuwe locatie is onbekend.
In 1979, het jaar waarin het ziekenhuis 50 jaar bestond, werden in de tuin voor het ziekenhuis twee bronzen ganzen geplaatst. Dit kunstwerk was gemaakt door de Goudse beeldhouwster Ineke van Dijk. Begin 2014 zijn de twee bronzen ganzen verplaatst naar het Groene Hart Ziekenhuis aan de Bleulandweg.

## Nieuwe bestemming
Het Sint Jozefpaviljoen heeft zijn oorspronkelijk naam teruggekregen en een nieuwe bestemming gekregen. Na een verbouwing en met behoud van de oorspronkelijke naam werd het in 2020 in gebruik genomen als woon-zorglocatie met 34 appartementen. Er wonen nu circa 40 ouderen met en zonder zorgindicatie.

## Wetenswaardigheden
Tijdens de eerste maanden van 2015 werd het Sint-Jozefpaviljoen gebruikt als decor voor de tv-serie De mannen van dokter Anne. 